# زانکت گالن اشتیریا
زانکت گالن اشتیریا (به آلمانی: Sankt Gallen) یک منطقهٔ مسکونی در اتریش است که در اشتایرمارک واقع شده‌است. زانکت گالن اشتیریا ۶۱٫۰۱ کیلومتر مربع مساحت دارد ۵۱۳ متر بالاتر از سطح دریا واقع شده‌است.